# 64bitový
V informačních technologiích označuje 64bitový čísla, paměťové adresy nebo datové jednotky, které jsou nejvýše 64 bitů dlouhé (8 oktetů). 64bitový procesor a ALU definují architekturu počítače, která je založena na stejně dlouhých registrech nebo stejně široké adresové nebo datové sběrnici.
64bitový počítač je též označení pro počítače, ve kterých se nacházejí 64bitové procesory.

## Terminologie
V českém jazyce se zápisem odlišuje slovní druh. Zápis bez mezery tak označuje přídavné jméno (viz název tohoto článku). Zápis s mezerou pak označuje číslovku (například 64 bitů).

## Procesory
Mezi 64bitové procesory patří:
- IBM PC kompatibilní počítače obsahující x86-64 procesory[1] (fyzické adresovací možnosti architektury počítače jsou však omezeny na 48 nebo 52 bitů)
  - Intel: I7 Quad core (modely řady F, 5x1, 5x6 a 6xx), Pentium D, Pentium Extreme Edition, Celeron desktopové řady 3x1, 3x6 a 355 a násl. a mobilní od modelu M 520, Xeon počínaje modelem Nocona s výjimkou jménem Sossaman, Pentium Dual-Core (z nich všechny desktopové a mobilní řady T23xx a vyšší), Pentium řady E6x00 a pozdější, Atom 230 a 330, všechny verze Core 2 a Core i
  - AMD: Athlon 64, Athlon 64 FX, Athlon 64 X2, Phenom, Phenom II, Athlon X2, Turion 64, Turion 64 X2, Opteron, novější Semprony a nejnovější AMD-FX (AMD Bulldozer)
  - VIA Technologies: VIA Nano
- Power Architecture:
  - IBM POWER3 procesor a novější
  - IBM PowerPC 970 procesor
  - Cell Broadband Engine použitý v PlayStation 3, navržený firmami IBM, Toshiba a Sony, kombinuje 64bitový Power procesor s osmi 128bitovými koprocesory (Synergistic Processing Elements)
  - IBM Xenon procesor používaný v Microsoft Xbox 360 (tři 64bitová PowerPC jádra)
- SPARC V9 architektura:
  - Sun UltraSPARC procesor
  - Fujitsu SPARC64 procesor
- IBM z/Architecture používaná v IBM zSeries a System z9 mainframech, což je 64bitová verze architektury ESA/390
- Intel IA-64 architektura (procesory Itanium)
- MIPS Technologies MIPS64 architektura

## Software
U 64bitového software může být problém s kompatibilitou. 64bitové verze internetového prohlížeče bývají pomalejší.